# Вязанка (Дзержинский район)
Вя́занка (бел. Вязанка) — деревня в составе Фанипольского сельсовета Дзержинского района Минской области Беларуси. Деревня расположена в 24 километрах от Дзержинска, 17 километрах от Минска и 6 километрах от железнодорожной станции Фаниполь.

## История
Деревня Вязанка известна с конца XIX века и находилась в составе Минского уезда Минской губернии. В 1815 году насчитывалось 79 жителей мужского пола, находилась во владении Г. и А. Пищалов. В 1897 году, по данным переписи насчитывалось 22 двора, проживали 146 жителей, действовала кузница. В 1917 году тут насчитывалось 25 дворов, проживали 158 жителей.
С 20 августа 1924 года деревня находилась в составе Гричинского сельсовета Самохваловичского района Минского округа, с 23 марта 1932 года в составе Фанипальского сельсовета. Затем в составе Дзержинского польского национального района. 31 июля 1937 года полрайон был упразднён и деревня была включена в состав Минского района. С 20 февраля 1938 года находится в составе Минской области, которая была образована после упразднения окружной системы деления Белорусской ССР. С 4 февраля 1939 года в составе восстановленного Дзержинского района. В годы коллективизации деревня вошла в состав колхоза имени Фалько (центр — д. Черкассы)
Во время Великой Отечественной войны с 28 июня 1941 года по 5 июля 1944 года деревня была оккупирована немецко-фашистскими захватчиками, на фронте погибли 4 жителя деревни. В 1960 году в деревне проживали 117 жителей. В 1991 году в деревне насчитывалось 48 придомовых хозяйств, проживали 140 жителя. С 2003 года находилась в составе СПК «Фалько-2003», затем, с 2009 года в составе филиала «Фалько-Агро», действует клуб.

## Население
| Численность населения (по годам) | Численность населения (по годам) | Численность населения (по годам) | Численность населения (по годам) | Численность населения (по годам) | Численность населения (по годам) | Численность населения (по годам) | Численность населения (по годам) |
| 1897                             | 1909                             | 1917                             | 1960                             | 1991                             | 1999                             | 2004                             | 2009                             |
| -------------------------------- | -------------------------------- | -------------------------------- | -------------------------------- | -------------------------------- | -------------------------------- | -------------------------------- | -------------------------------- |
| 146                              | ↗178                             | ↘158                             | ↘117                             | ↗140                             | ↘130                             | ↘118                             | ↘107                             |
| 2017                             | 2018                             | 2020                             | 2022                             |                                  |                                  |                                  |                                  |
| ↘94                              | ↘89                              | ↘84                              | ↘75                              |                                  |                                  |                                  |                                  |